# Gibó de mans blanques
El gibó de mans blanques  (Hylobates lar) és una espècie de primat hominoïdeu de la família dels gibons (Hylobatidae). Té una vista molt bona i excel·lents reflexos gràcies a la seva vida als arbres. Arriba a pesar 5-8 kg. Té la pell de color marró clar i la cara negra, mentre que les mans i els voltants de la cara són blancs.